# (7925) Shelus
(7925) Shelus (1986 RX2) – planetoida z pasa głównego asteroid okrążająca Słońce w ciągu 5,57 lat w średniej odległości 3,14 j.a. Odkryta 6 września 1986 roku.